# Carabodes bidens
Carabodes bidens är en kvalsterart som först beskrevs av Djaparidze 1990.  Carabodes bidens ingår i släktet Carabodes och familjen Carabodidae. Inga underarter finns listade.